# Jean George Auriol
Jean-Georges Huyot, conocido como Jean George Auriol, (París, 8 de enero de 1907-Chartres, 2 de abril de 1950) fue un crítico de cine y guionista francés. Era hijo del poeta e ilustrador Jean-Georges Huyot, conocido como George Auriol (1863-1938).

## Biografía
En 1928, Jean George Auriol fundó la revista mensual Du cinéma, que se convirtió en La Revue du cinéma en octubre de 1929. Se publicaron 29 números, con André Gide, Marcel Aymé, Robert Aron, Jacques Brunius, Louis Chavance o Paul Gilson, entre otros. Pero la revista dejó de publicarse en 1932 y no reanudaría su actividad hasta terminar la Segunda Guerra Mundial. Auriol se convirtió entonces en guionista, especialmente para Marcel L'Herbier.
Con la reaparición en 1946 de La Revue du cinéma con la editorial Gallimard, todavía bajo la dirección de Auriol, permaneció hasta octubre de 1949, dando dos años más tarde paso a Cahiers du cinéma, dedicada a la memoria de Auriol, fallecido en accidente el año anterior.

## Filmografía como guionista
- 1933: Le Fakir du Grand Hôtel de Pierre Billon
- 1933 : L'Épervier de Marcel L'Herbier
- 1934 : Les Filles de la concierge de Jacques Tourneur
- 1934 : Lac aux dames de Marc Allégret
- 1935 : Divine de Max Ophüls
- 1937 : Forfaiture de Marcel L'Herbier
- 1938 : Adrienne Lecouvreur de Marcel L'Herbier
- 1938 : Terre de feu de Marcel L'Herbier
- 1939 : Terra di fuoco de Giorgio Ferroni y Marcel L'Herbier - versión italiana de la anterior
- 1939 : Angélica de Jean Choux
- 1939 : Napoli che non muore de Amleto Palermi
- 1940 : Validità giorni dieci de Camillo Mastrocinque
- 1943 : L'Honorable Catherine de Marcel L'Herbier
- 1943 : L'Homme sans nom de Léon Mathot
- 1944 : Le Carrefour des enfants perdus de Léo Joannon
- 1948 : Une grande fille toute simple de Jacques Manuel
- 1949 : Fabiola de Alessandro Blasetti
- 1950 : Ce siècle a cinquante ans de Denise Tual